# ون وایلدر
ون وایلدر (به انگلیسی: Van Wilder) فیلمی محصول سال ۲۰۰۲ و به کارگردانی والت بکر است. در این فیلم بازیگرانی همچون رایان رینولدز، تارا رید، کل پن، تیم ماتسون، پال گلیسون، دنیل کاسگروو، کورتیس آرمسترانگ، کریس اوون، ایوانا بوژیلوویچ، سوفیا بوش، سایمون هلبرگ، اریک استرادا، ادی مک‌کلرگ، آرون پال، والت بکر و تام اورت اسکات ایفای نقش کرده‌اند.